# Athena III

Uma ilustração do foguete Athena III

O Athena III é um foguete planejado pela ATK como um veículo de lançamento de porte médio.

## Características
O veículo será baseada em um Castor-900 de três segmentos de booster SRB, o qual é derivado a partir de quatro segmentos SRB do ônibus espacial. Este primeiro estágio será colocado em cima de um Castor-120 e um Castor-30 com motores de foguetes sólidos.